# Oligia rufulonigra
Oligia rufulonigra là một loài bướm đêm trong họ Noctuidae.